# ジラ・ファトゥ
イサヤ・ファトゥ（Isayah Fatu, 1999年9月9日 - ）は、アメリカ合衆国テキサス州ヒューストン出身のプロレスラー。現在はジラ・ファトゥ（Zilla Fatu）のリングネームで活動。

## 経歴
15歳の時に強盗容疑で起訴され、テキサス州の刑務所で6年間服役した。釈放後にブッカー・Tから指導を受け、2023年7月15日にリアリティ・オブ・レスリングでデビュー。8月10日にはエッジ・ストーンに勝利し、ROW王座を戴冠した。
2024年4月6日にゲーム・チェンジャー・レスリングに参戦し、GCWタッグチーム王座に挑戦したが、敗れた。また、ハウス・オブ・グローリーではHOGクラウン・ジュエル王座を戴冠した。

## 家族
アノアイ・ファミリーの一員で、父はウマガのリングネームで知られた元プロレスラーのエディ・ファトゥ。

## 獲得タイトル
ハウス・オブ・グローリー
- HOGクラウン・ジュエル王座：1回

リアリティ・オブ・レスリング
- ROW王座：1回

プロレスリング・イラストレーテッド
- 現役プロレスラーTop500：339位（2024年）